# Persnäs fattighus

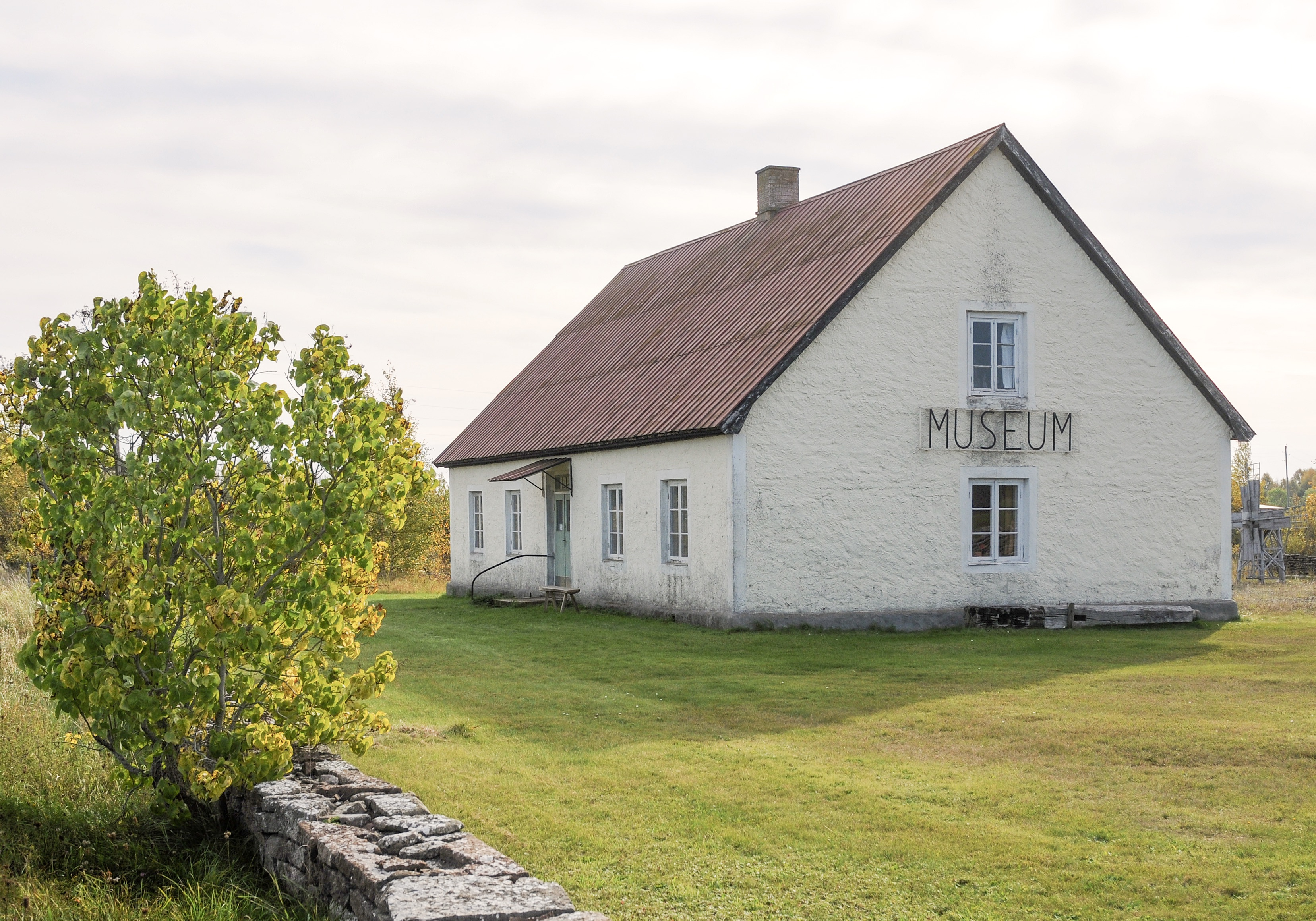
Persnäs fattighus är idag hembygdsmuseum

Persnäs fattighus i Persnäs på Öland var en fattigstuga (i den östra delen) och en lokal för sockenstämman (i den västra). Fattighuset byggdes 1884−86. 1890 ändrades sockenstugan till skola och användes som sådan fram till 1966. Fattigstugan, och senare ålderdomshemmet, var i bruk fram till 1933. Idag inrymmer huset ett hembygdsmuseum.
Byggnaden är uppförd av putsad och vitkalkad sten. Taket är täckt med tegel. Rummen har öppna kakelugnsspisar för fattighjonens matlagning.
Persnäs fattighus byggnadsminnesförklarades 1986.

## Källa
- Riksantikvarieämbetet